# Питер (Арзамасский район)
Пи́тер — село в составе Ломовского сельсовета Арзамасского района Нижегородской области
Располагается в 4-х км к западу от остановочного пункта Ломовка Горьковской железнодорожной дороги.

## Галерея
- Деревянные дома
- Пруд
- Фельдшерский пункт